# União da Ilha da Magia
O Grêmio Recreativo Cultural Escola de Samba União da Ilha da Magia (ou simplesmente União da Ilha da Magia) é uma escola de samba brasileira da cidade de Florianópolis, Santa Catarina. Tem como símbolo a gaivota e suas cores são o verde, branco e ouro.
Fundada em 2000 com a criação de uma bateria e depois, de um bloco de carnaval na Lagoa da Conceição, bairro onde fica sediada, se transformou em escola de samba em 2008. Em 2011 e 2012 conquista seus dois primeiros títulos no Grupo Especial, tendo atualmente quatro conquistas e sendo a mais nova das cinco campeãs do carnaval florianopolitano.

## História
Fundado em 13 de maio de 2008 com as cores verde, branco e ouro, a escola de samba da Lagoa da Conceição teve iniciada em 1993 com a criação de uma bateria e posteriormente com o Bloco Carnavalesco União da Ilha da Magia.
Em 2006, depois de anos promovendo arrastões carnavalescos na Lagoa e já estruturado como bloco, os diretores do União uniram-se a outras entidades e convenceram os administradores da prefeitura que era preciso resgatar e incentivar a criação de um concurso de para esta categoria carnavalesca, com desfile na passarela do samba Nego Quirido. Naquele ano, o bloco União da Ilha da Magia pisou na passarela e levou o título de campeão, assim como nos dois anos seguintes, obtendo assim o tricampeonato.
O carnaval de 2008 terminou e o terceiro título consecutivo conquistado pelo Bloco União da Ilha da Magia foi decisivo para que, após muitas conversas, houvesse a transformação em escola de samba. A cerimônia de fundação ocorreu no dia do seu aniversário, 13 de maio, na Praça Bento Silvério na Lagoa da Conceição, palco de toda a história da nova escola de samba.
Entre seus fundadores estavam: Andrey Teixeira, Marcelo Perna, Ricardo Cardoso, Joel Jr, Valmir Braz, Rafael Santos, Daniel Cardone e Everton Caetano. 
Em seu primeiro desfile, a União da Ilha da Magia mostrou um enredo sobre a Lagoa da Conceição dos sonhos, obtendo o 4° lugar. Dois anos mais tarde, em 2011, com um enredo sobre a Revolução Cubana, tendo desfilado a filha de Che Guevara, Aleida Guevara, conquistou seu primeiro título. No ano seguinte, 2012, veio o bicampeonato do carnaval de Florianópolis apresentando a Itália, com o enredo "Una bella Storia". Com isso, a União da Ilha da Magia se tornou uma das cinco escolas existentes a ser campeã do carnaval de Florianópolis e a mais novas delas.
Após três carnavais fora do Grupo Especial, a União da Ilha da Magia foi campeã do Grupo de Acesso em 2019 e retornou em 2020 a elite com o enredo "Era uma vez... Valdir Dutra, o Mago do Teatro Infantil". Após a pandemia, a escola retornou aos desfiles em 2023 com uma homenagem a banda local Dazaranha com o enredo "Ô Mané, que festa é essa? É o Dazaranha mostrando ao mundo que um dia lindo a gente faz!", conquistando o terceiro título do carnaval. No ano seguinte, com um enredo sobre esporte e cultura focando no skate e nos Jogos Olímpicos, a escola conquista um novo bicampeonato, totalizando quatro títulos.

## Segmentos

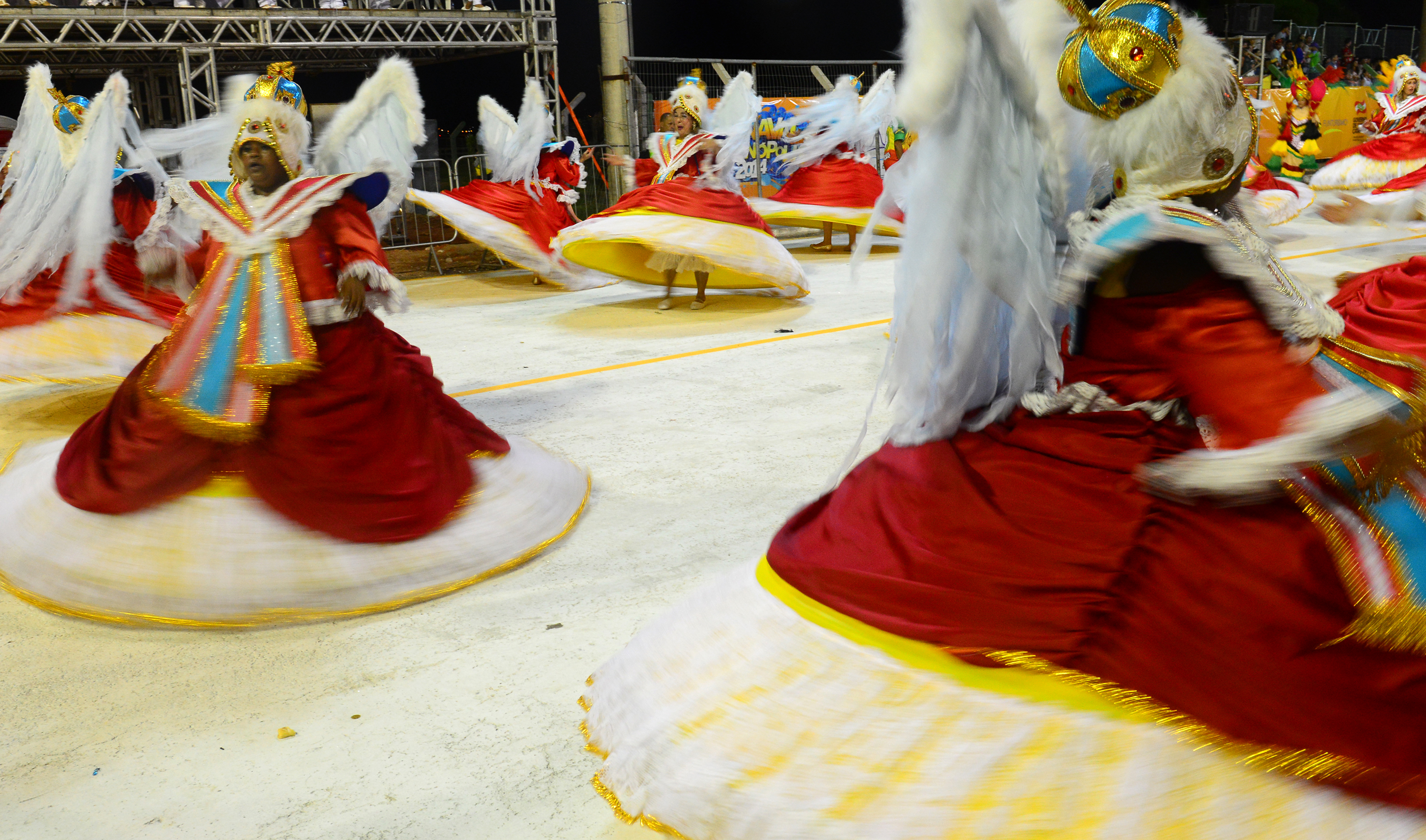
Ala das baianas durante o desfile de 2014.

### Presidentes
| Nome                        | Mandato     | Ref.   |
| --------------------------- | ----------- | ------ |
| "Rico" Cardoso              | 2009 - 2010 |        |
| Valmir Braz de Souza "Nena" | 2011 - 2012 |        |
| Joel da Costa               | 2013 - 2014 | [ 9 ]  |
| Valmir Braz de Souza "Nena" | 2015 - 2016 | [ 10 ] |
| Valmir Braz de Souza "Nena" | 2017 - 2018 |        |
| Valmir Braz de Souza "Nena" | 2019 - 2020 | [ 2 ]  |
| Valmir Braz de Souza "Nena" | 2021 - 2022 |        |
| Rafael Braz de Souza        | 2023 - 2026 |        |

### Intérpretes
| Carnavais   | Intérprete Oficial                            | Ref |
| ----------- | --------------------------------------------- | --- |
| 2009        | Marcelo Perna                                 |     |
| 2010        | Marcelo Perna e Nêgo                          |     |
| 2011 - 2012 | Marcelo Perna                                 |     |
| 2014        | Tuca Maia                                     |     |
| 2015        | Marcelo Perna e Nellipe Costa                 |     |
| 2016        | Nellipe Costa                                 |     |
| 2019 - 2022 | Marcelo Perna e Vlademir Rosa                 |     |
| 2023 - 2025 | Marcelo Perna, Vlademir Rosa e Diogo Medeiros |     |

### Diretores

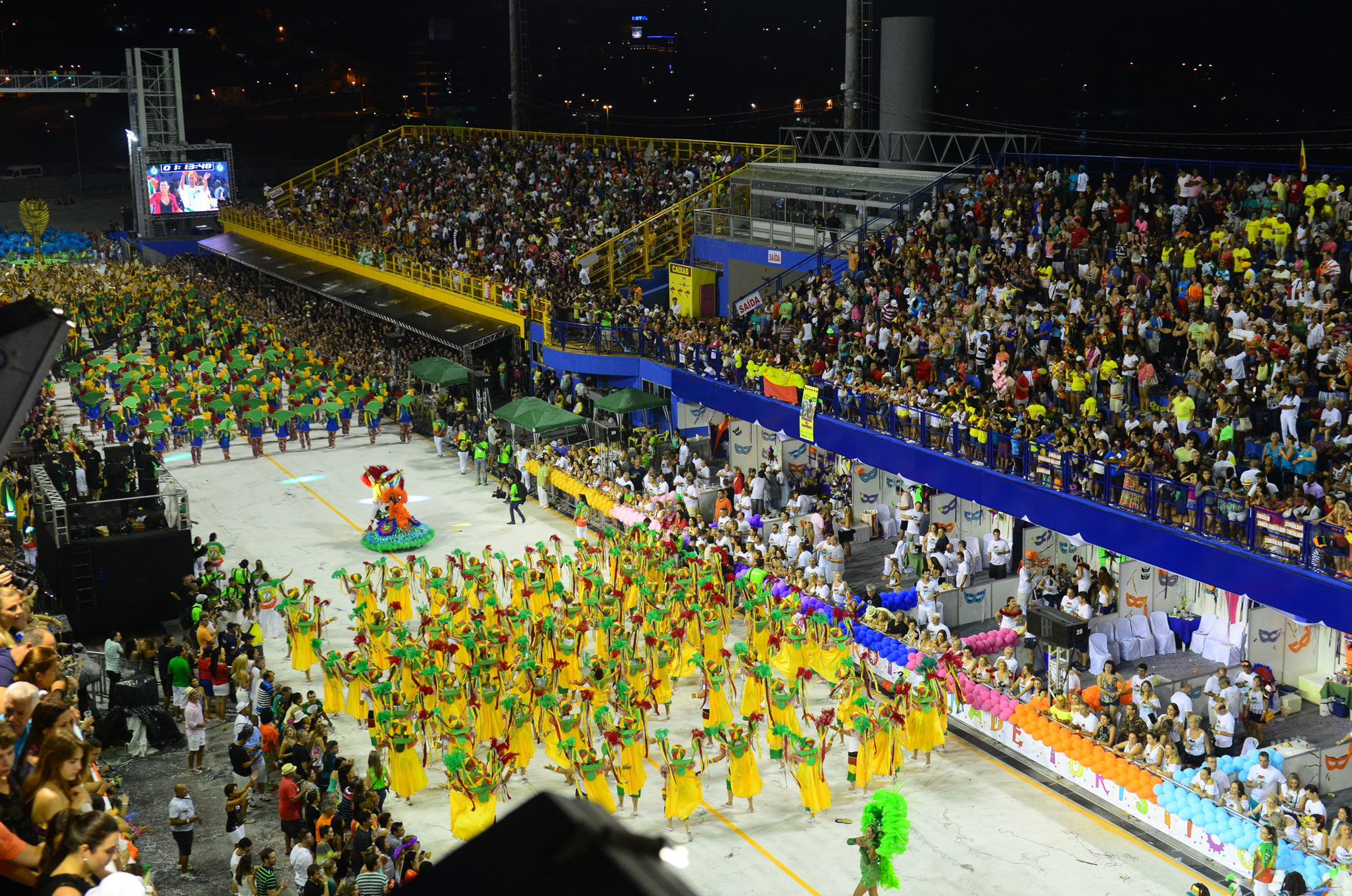
União da Ilha da Magia na Nego Quirido durante os desfiles de 2014.

| Ano  | Diretor de Carnaval                  | Diretor de harmonia  | Mestre de bateria          | Ref.   |
| ---- | ------------------------------------ | -------------------- | -------------------------- | ------ |
| 2009 |                                      | Chopp                | André Bahia                |        |
| 2010 |                                      | Valcione Furtado     | André Cardone              |        |
| 2011 |                                      | Maneca               | André Cardone              | [ 11 ] |
| 2012 | Joel da Costa                        | Maneca               | André Cardone              |        |
| 2013 |                                      | Ilaine Frank         | André Cardone              |        |
| 2014 |                                      | Wagner               | André Cardone              |        |
| 2015 | Madjer Guimarães                     | Rafael Marquez Motta | Vitinho                    |        |
| 2016 | Madjer Guimarães e Douglas Costa     | Rafael Marquez Motta | Vitinho                    |        |
| 2017 | Douglas Costa                        | Rafael Marquez Motta | Vitinho                    |        |
| 2018 | Douglas Costa                        | Cainã Margarida      | Vitinho                    |        |
| 2019 | Douglas Costa e Berenice Dorneles    | Jaque Zimmer         | Vitinho                    |        |
| 2020 | Douglas Costa e Berenice Dorneles    | Jaque Zimmer         | Vitinho                    | [ 2 ]  |
| 2023 | Mariana Silvério e Douglas Costa     | Heron Jozino         | Vitinho                    |        |
| 2024 | Douglas Costa e Rafael Marquez Motta | Wagner Ramos         | André Luiz Pereira (Bahia) |        |

### Coreógrafo da Comissão de Frente
| Ano         | Nome            | Ref.   |
| ----------- | --------------- | ------ |
| 2010 - 2014 | Patrícia Soares | [ 11 ] |
| 2015 - 2018 | Aline Menezes   | [ 12 ] |
| 2019 - 2023 | Silvia Pereira  |        |
| 2024 - 2025 | Roberto Skiante |        |

### Casal de Mestre-sala e Porta-bandeira
| Ano         | Nome                                    | Ref.   |
| ----------- | --------------------------------------- | ------ |
| 2011 - 2016 | Rafael Luiz Nunes e Fernanda Zacouteguy | [ 11 ] |
| 2017 - 2018 | Leandro Murillo e Ana Paula Oliveira    |        |
| 2019        | Leandro Murillo e Thaís Santos          | [ 2 ]  |
| 2020 - 2022 | Leandro Murillo e Isadora Lima          |        |
| 2023 - 2025 | Leandro Murillo e Ana Paula Oliveira    |        |
| 2026        | Leandro Murillo e Isadora Lima          |        |

### Corte
| Ano         | Rainha da Bateria       | Rei da Bateria | Rainha da Escola | Musas                            |
| ----------- | ----------------------- | -------------- | ---------------- | -------------------------------- |
| 2009 - 2014 | Catarina Andrade Corrêa |                |                  |                                  |
| 2015 - 2023 | Catarina Andrade Corrêa | Luis Fagner    |                  |                                  |
| 2024        | Luiza Fontana           | Luis Fagner    | Mariana Bleyer   | Kerlly Borges e Marcela Teixeira |

## Carnavais
| Ano                                      | Colocação    | Grupo    | Enredo | Carnavalesco                    | Ref.          |
| ---------------------------------------- | ------------ | -------- | --- | ------------------------------- | ------------- |
| 2009                                     | 4º lugar     | Especial | União da Ilha da Magia Honrosamente Apresenta: A Lagoa dos Meus Sonhos                                         | Alcides Tadeu e Luiz Henrique   | [ 13 ]        |
| 2010                                     | Vice-Campeã  | Especial | A magia dos Deuses                                                                                             | Jaime Cezário                   |               |
| 2011                                     | Campeã       | Especial | Cuba sim! Em nome da verdade                                                                                   | Jaime Cezário                   | [ 14 ]        |
| 2012                                     | Campeã       | Especial | Una bella Storia                                                                                               | Lucas Pinto                     | [ 15 ] [ 11 ] |
| Não ocorreram desfiles em 2013.          |              |          | |                                 |               |
| 2014                                     | 5° lugar     | Especial | Da Lagoa à Jamaica, Uma viagem ao lado do Rei                                                                  | Lucas Pinto                     | [ 16 ]        |
| 2015                                     | Vice-Campeã  | Especial | Adoradores do Sol nas "ondas" da Ilha da Magia!!!                                                              | Jaime Cezário                   | [ 17 ]        |
| 2016                                     | 6º lugar     | Especial | Haiti - A pérola da Antilhas, o país mais Africano das Américas                                                | Paulinho Trindade               |               |
| 2017                                     | Não Desfilou | Acesso   | No Cassino da UIM: talento e irreverência. Na cultura "100" Chacrinha, é muita explicação e grande a confusão. | Comissão de Carnaval            |               |
| 2018                                     | Não Desfilou | Acesso   | No Cassino da UIM: talento e irreverência. Na cultura "100" Chacrinha, é muita explicação e grande a confusão. | Comissão de Carnaval            |               |
| 2019                                     | Campeã       | Acesso   | Lagoa, todos os ventos passam por aqui                                                                         | Jaime Cezário e Raphaela Perrut | [ 18 ]        |
| 2020                                     | 4º lugar     | Especial | Era uma vez... Valdir Dutra, o Mago do Teatro Infantil                                                         | Jaime Cezário e Raphaela Perrut | [ 2 ]         |
| Não ocorreram os desfiles em 2021 e 2022 |              |          | |                                 |               |
| 2023                                     | Campeã       | Especial | Ô Mané, que festa é essa? É o Dazaranha mostrando ao mundo que um dia lindo a gente faz!                       | Jaime Cezário                   |               |
| 2024                                     | Campeã       | Especial | Citius, Altius, Fortius: Os deuses do Olimpo abençoando o skate na Ilha da Magia                               | Jaime Cezário                   |               |
| 2025                                     | 3° Lugar     | Especial | As Ervas que Curam o Corpo e Perfumam a Alma!                                                                  | Jaime Cezário                   | [ 19 ]        |
| 2026                                     |              | Especial | O Poder da Criação                                                                                             |                                 | [ 20 ]        |